# Арабские завоевания
Арабские завоевания или Мусульманские завоевания — ряд военных конфликтов в VII—VIII веках, связанных с вторжением войск арабского исламского государства, так называемого халифата, на территории сопредельных народов и государств. Начались при жизни Мухаммеда, основавшего религию ислам и исламское государство в Аравии. Арабы-мусульмане подчинили себе народы Аравии, а затем за одно столетие завоевали огромные территории в Азии, Африке и Европе: страны Ближнего Востока, Среднюю Азию, северо-западную Индию, Северную Африку, часть Кавказа, Испанию, Южную Италию, Сицилию, Мальту, Родос, Крит.
Под натиском арабских завоевателей рухнуло огромное государство Сасанидов в Иране. Под ударами арабов пали Государство Гассанидов, Королевство вестготов, Кавказская Албания, Хорезм, Согдиана и Синд. Византия потеряла Египет, Сирию, Месопотамию, Крит, Мальту, Сицилию, Родос, Эгриси и Святую землю.
Во время войн против франков арабы дошли до Пуатье, в войнах с хазарами достигли «Славянской реки» (видимо Дона, Волги, или Днепра), а в своих походах на восток проникли вплоть до Раджастана и Таласа.
Арабские завоевания можно разделить на периоды трёх вторжений.

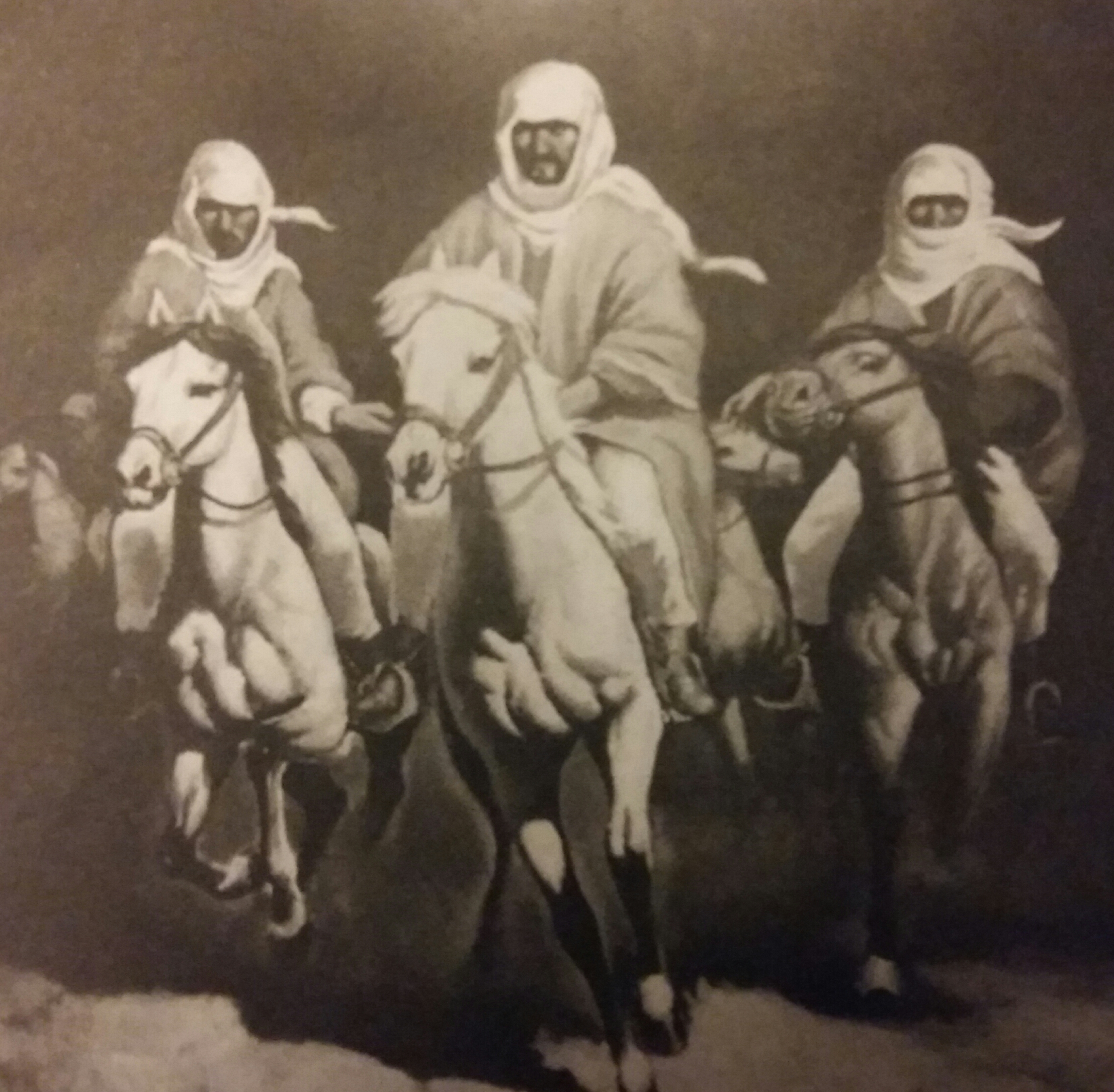
Арабская конница

## Первое вторжение
Началось с завоевания Ближнего Востока. Византия потеряла Левант, а государство Сасанидов — Месопотамию.
Противостояние с Византией вылилось в многовековые арабо-византийские войны.
В 633—652 годах арабы разгромили и покорили Сасанидский Иран.
В 641—642 годах произошло арабское завоевание Египта военачальником Амром ибн аль-Асом.
В 643 году с осадой Дербента началось вторжение на территорию, соответствующую современному горному Дагестану.
Первое вторжение в Северную Африку было начато в 647 году. Выйдя из Медины, 20 000 арабов соединились в Мемфисе (Египет) с ещё 20 000 воинов. Командовал арабами шейх Абдуллах ибн Саад. Карфагенский экзарх Григорий объявил независимость своего экзархата от Византийской империи. Он собрал войска и вступил в бой с мусульманами, но был разбит в сражении при Суфетуле (город в 220 км к югу от Карфагена). После гибели Григория Карфаген платил дань арабам. Кампания продлилась ещё пятнадцать месяцев, но в 648 году войска Aбдуллаха возвратились в Египет. К 661 году арабы захватывают все Закавказье, а также Дербент.
Все мусульманские завоевания были скоро прерваны гражданской войной между конкурирующими арабскими фракциями. Гражданская война началась с убийства халифа Усмана в 656 году он был заменен Али ибн Абу Талибом, который в свою очередь был убит в 661 году. За это время из состава Халифата при помощи Византии и Хазарского каганата вышли многие страны Закавказья за исключением Восточной Армении.

## Второе вторжение
После гражданской войны арабы продолжили завоевания в Северной Африке. В 665 году началось новое военное вторжение в Африканский экзархат. В 689 году новая североафриканская военная кампания, в ходе которой арабы разбили армию византийских греков (30 тыс. воинов), была закончена. К 40 000 мусульман, начавших эту войну, вскоре присоединились ещё 10 000 арабов во главе с арабским военачальником Укбой ибн Нафи. Выйдя из Дамаска, армия прошла почти всю Северную Африку. В 670 году захваченный арабами город Кайруан был перестроен, стал сильной крепостью и основой для дальнейших военных действий. Этот город стал столицей Исламской области Ифрикии (арабское название Туниса). Город-крепость прикрывал прибрежные районы, которые на сегодняшний день составляют Западную Ливию, Тунис, и Восточный Алжир. После обустройства Кайруана арабы снова продолжили завоевание Магриба (так называли арабы северо-западную Африку). В ходе кампании по завоеванию Магриба Укба ибн Нафи захватил прибрежный город Буджия и город, который сейчас называется Танжер. Оба города когда-то входили в состав римской Мавретании.
Но Укба не смог долго удерживать завоеванные земли. В тылу арабского войска вспыхнуло восстание берберов и вскоре Укбу отозвали на подавление этого восстания. В одном из сражений против греко-африканских повстанцев Укба ибн Нафи погиб. На его место пришёл новый полководец Зухейр, но он также погиб в борьбе с восставшими. Константинополь к тому времени уже успел послать в Африку большое войско.
Тем временем новая гражданская война вспыхнула в Аравии и Сирии. Завоевательные походы арабов снова были приостановлены.

Рост Арабского халифата в эпоху пророка Мухаммеда и правления праведных халифов

## Третье вторжение
Арабы смогли вернуть под контроль утраченные страны Закавказья. В 687 году арабы взяли Картли, Кахети и Эрети — три княжества Восточной Грузии, но Кахети и Эрети находились на выгодном местоположении, поэтому арабы не смогли закрепиться там. 10 лет спустя, в 697 году арабы двинулись уже на запад Грузии. Наместник Эгриси — крупнейшего в Западной Грузии государства, зависимого от Византии — пригласил арабов занять гарнизоны и изгнать греков. Однако в Западной Грузии относительно надолго арабы закрепились лишь в Эгриси (это обуславливалось родным тропическим для завоевателей климатом и сильными гарнизонами и крепостями, а также центральным положением страны в Западной Грузии): Абасгия и Апсилия (кроме южной, принадлежавшей Эгриси) освободились уже в 711 году. Чанети, на которую арабы тоже посягали, осталась в сфере влияния Византии. Но так или иначе, к 700 году арабы захватили все Закавказье за исключением горной Мисиминии и Алании, которая была на стороне византийско — хазарского альянса.
Новое завоевание Северной Африки началось с повторного взятия арабами городов Ифрикии. Но Византия быстро перебросила войска из Константинополя. К византийцам присоединились солдаты из Сицилии и сильный контингент вестготов из римской Испании. Это вынудило арабскую армию отступить к Кайруану. Следующей весной арабы предприняли новые наступления морским и сухопутным путём. Вскоре они разбили византийцев и их союзников в битве при Карфагене. В 698 году арабы вошли в Карфаген. Его камни послужили материалом для строительства города Туниса. Другой бой велся около Утики, и арабы снова победили, вынудив византийцев оставить Северную Африку. Пять лет прошли, прежде чем Хасан ибн аль-Нуман, новый генерал мусульман, получил новые войска из Халифата. Тем временем люди, в ещё не захваченных городах Северной Африки, стали гневаться на берберское господство. Таким образом, Хасана приветствовали по его возвращении. В 709 году арабы захватили почти всю Северную Африку и поделили её на три области: Египет с его губернатором в аль-Фустате, Магриб (современные Марокко и Мавритания) с губернатором в Фесе и Ифрикия с её губернатором Мусой ибн Нусайром.
Муса ибн Нусайр был генералом. Он был назначен губернатором Ифрикии и нёс ответственность за подавление возобновленного берберского восстания и распространения ислама в завоеванных землях. Муса и его два сына имели 300 000 пленников. Почти все пленники были проданы в рабство и доходы от их продажи поступили в общественное казначейство. Ещё 30 000 пленников были принуждены нести военную службу. Mуса также имел дело с постоянными набегами византийского флота. Для борьбы с ним Муса построил собственный флот. Продвигаясь вглубь Магриба, его силы взяли Танжер в 709 году.

### Карательные акции в Закавказье
В 730-е годы начались волнения в Закавказье. Установленные подати не устраивали население, поэтому они поднимали открытые мятежи. Обостряла ситуацию и деятельность византийцев и хазар. На Западе Грузии формально осталось в составе Халифата только Эгриси и то потому что было слабо, и там стояли многочисленные гарнизоны, способные дать отпор византийцам; на Востоке удерживалась только Картли; а Кахетия и Эрети же изгоняли завоевателей и прятались в горах. То же было и в Армении. Халиф принимает решение прислать туда верного полководца — Марвана Глухого, которого таким прозвали грузины за жестокость. Он разорил всю Грузию, а также надолго выбил хазар, заставив каганат принять ислам. В ходе экспедиции Картли и Эгриси потеряли множество поселков и городов, обе столицы были практически на грани уничтожения, хотя Тбилиси повезло больше, чем Цихе — Годжи. В этот период в захваченных Картли и Эгриси оседали сарацины, которые ассимилировались с выжившими картлийцами и мегрелами. Тяжелее всего было мегрелам, поскольку климат их страны был теплее, чем в Картли или в Армении. Поэтому многие мирные арабы бежали туда и даже после установления абхазской власти в Эгриси, они остались в тех краях (после мерванских экспедиций в 736 и 738 годах страх перед повторением резни не позволил им изгнать арабское население). Лишь в Абхазии (Абазгия) Марван терпит поражение под стенами Анакопии. Однако перевес был на его стороне в течение боя, и лишь эпидемия помешала взять город штурмом.

### Арабское завоевание Средней Азии
Арабы достигли Центральной Азии через 10 лет после своей решающей победы в битве при Нехавенде в 642 году, когда они завершили завоевание бывшей империи Сасанидов, захватив Систан и Хорасан.
Начиная с 705 года, из Ирака, наместником которого являлся ал-Хаджжадж, ежегодно совершались завоевательные походы Кутейбы ибн Муслима на восток, завершавшиеся присоединением новых территорий. В 705 году Кутейба подчинил Бадгис, граничивший с Хорасаном; в 706 году Халифату отошёл Пайкенд; в 707 году началось покорение Бухарского оазиса, завершившееся лишь к следующему году. Непосредственно Бухара продержалась ещё год — до 709 года, — выдержав три или четыре штурма. После закрепления арабской армии на местности продвижение на восток продолжилось — в 711 году войска Кутайбы подчинили Сиджистан и вступили в область Синда.
Но состоявшаяся в июле 751 году Таласская битва прекратила экспансию арабов на восток.

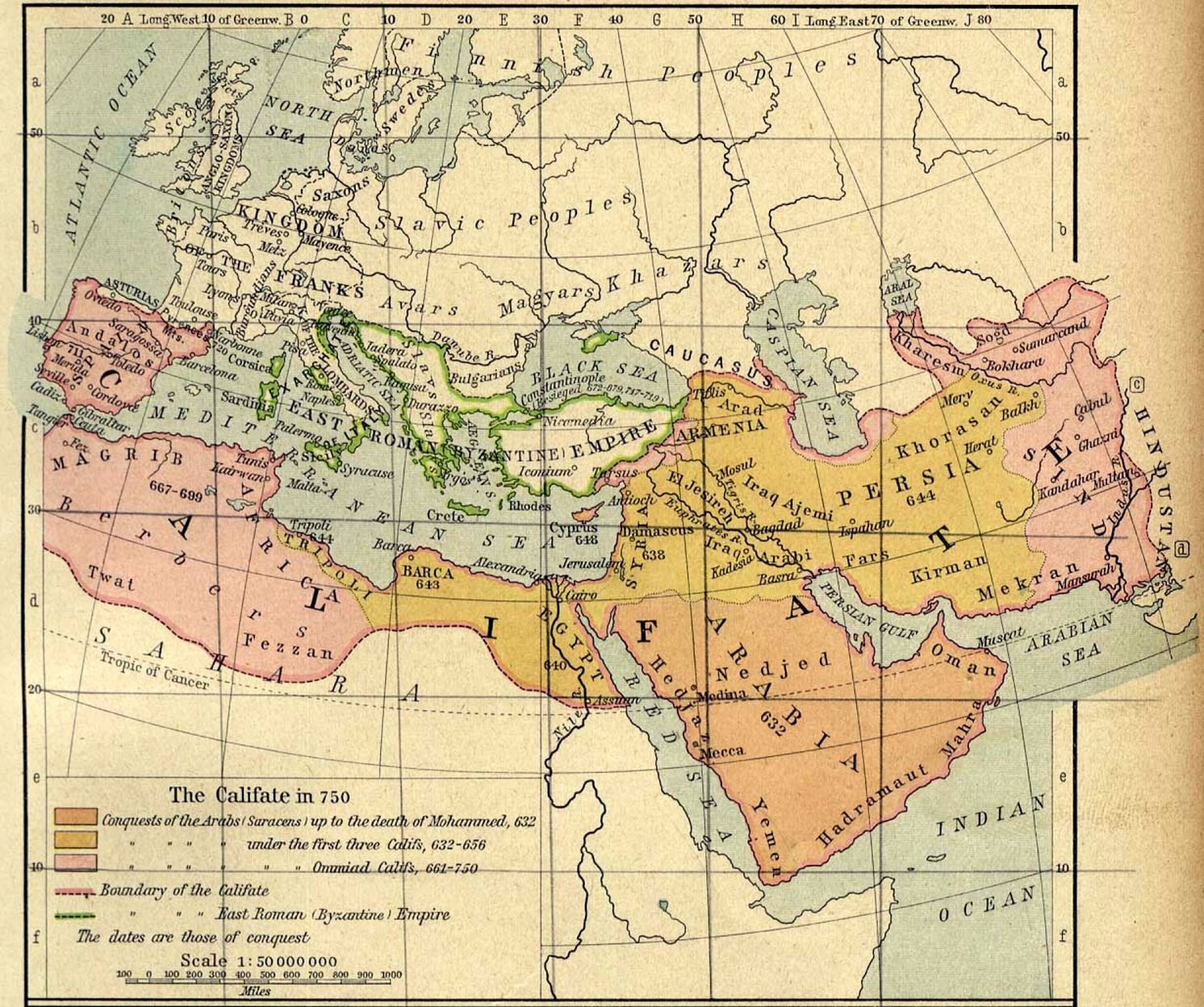
Арабский халифат в 750 году.

### Завершение завоевания
К 709 году вся Северная Африка находилась под контролем Арабского халифата. Единственным исключением был город Сеута. Завоевание Северной Африки позволило арабам подготовить плацдарм для нападения на Испанию. Несколько лет Муса военными и дипломатическими способами подготавливал это вторжение. В 711 году Тарик ибн Зияд, арабский военачальник, был отправлен Мусой для завоевания Испании.
В отличие от многих других завоёванных мест арабы смогли прижиться в Северной Африке, где они до сих пор составляют большинство населения.
В IX—X веках Арабский халифат переживал упадок. Спустя некоторое время началась серия Крестовых походов за возвращение влияния христиан на Ближнем Востоке. Казалось, что Европа снова обрела силу. Но Крестовые походы завершились изгнанием европейцев с Ближнего Востока. Вскоре появилась новая мусульманская сила — Османская Турция, которая фактически продолжила исламские завоевания.